# Alice Pearce
Alicia "Alice" Pearce (Nova Iorque, 16 de outubro de 1917 - Los Angeles, 03 de março de 1966) foi uma atriz norte-americana. Ficou conhecida por seu papel como Gladys Kravitz em Bewitched (1964-1966), pelo qual recebeu postumamente um Emmy.

## Vida pessoal
Pearce foi casada duas vezes. Em 1948, ela se casou com o compositor John Rox, que morreria em 1957 de um ataque cardíaco. Em 1964, ela se casou com Paul Davis. Pearce não teve filhos. 

## Morte
Pearce foi diagnosticada com câncer do ovário antes do início de Bewitched, mas manteve a sua doença em segredo, com a ajuda do marido, o diretor Paul Davis. Pearce viria a falecer durante a gravação da segunda temporada da série aos 48 anos, em 03 de março de 1966, tendo sido substituída em seu papel de Gladys Kravitz pela atriz Sandra Gould.
Pearce foi cremada e suas cinzas foram espalhadas no mar.

## Filmografia
| Ano       | Título       | Papel          | Notas        |
| --------- | ------------ | -------------- | ------------ |
| 1964–1966 | A Feiticeira | Gladys Kravitz | 27 episódios |

## Prêmios
| Ano  | Premiação  | Categoria                                    | Trabalho     | Resultado | Ref.  |
| ---- | ---------- | -------------------------------------------- | ------------ | --------- | ----- |
| 1966 | Emmy Award | Melhor atriz coadjuvante em série de comédia | A Feiticeira | Venceu    | [ 1 ] |